# Gabali

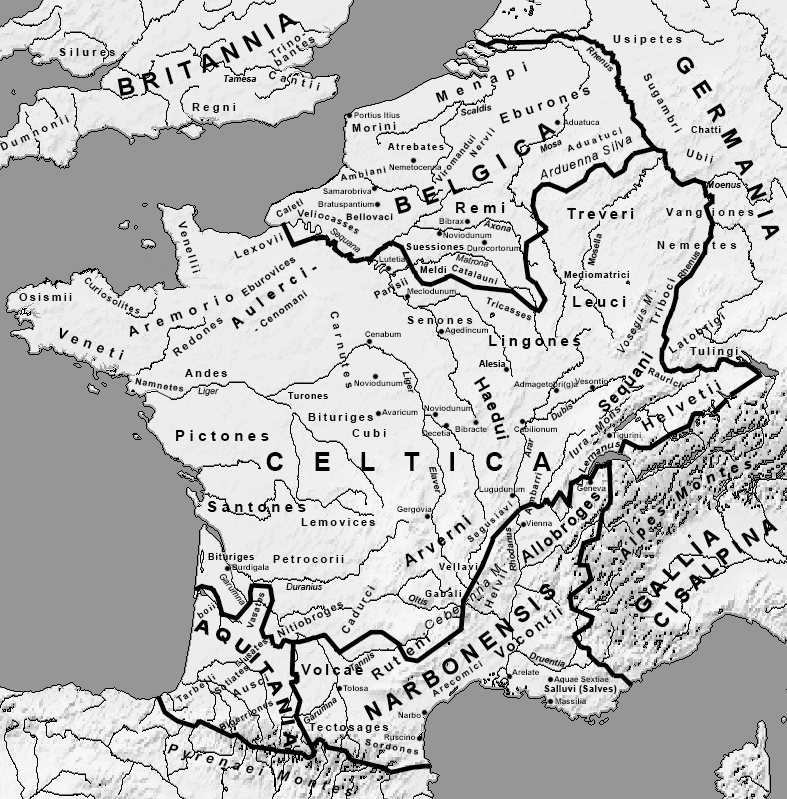
Karte der gallischen Stämme

Die Gabalier (lateinisch Gabali; griechisch Γαβαλεῖς) waren ein keltischer Stamm in der  Gallia Aquitania und Gallia Narbonensis, der als Klientel der Arverner in dieser gebirgigen Region siedelte, in der Oltis (Lot) und Elaver (Allier) entspringen.
In einem Werk des Historikers Konrad Mannert aus 1804 werden die Silberbergwerke der Gabalier erwähnt. Ein römischer Grabstein aus Narbo (Narbonne) nennt einen Veteranen namens Titus Valerius Titulus, der zum Stamm der Gabalier gehörte. Plutarch erwähnt in seiner Biographie Caesars die Gabalier unter den Stämmen, die sich Vercingetorix im gesamtgallischen Aufstand gegen die Römer unter der Führung des Kadurker-Fürsten Lucterius anschlossen.